# 南西方面艦隊
南西方面艦隊（なんせいほうめんかんたい）は、大日本帝国海軍によって1942年（昭和17年）4月10日に編制された艦隊である。
軍隊符号はGKF。
連合艦隊軍隊区分では、南西方面部隊（昭和17年5月20日、南方部隊より改称）となる。担当地域は前線から離れていたものの、太平洋戦争後半の連合軍フィリピン反攻の際は最前線部隊として交戦した。

## 概要
南西方面艦隊は、太平洋戦争（大東亜戦争）前半の1942年（昭和17年）4月10日に、南西方面（東南アジア、フィリピン方面）の全般作戦を担当するために編制された日本海軍の艦隊である。後発の方面艦隊は陸上・水上艦隊と航空艦隊からなるが、南西方面艦隊は第一南遣艦隊などの警備艦隊の集合体である。
編制当初、第一南遣艦隊・第二南遣艦隊・第三南遣艦隊を主力部隊としており、連合艦隊に所属した。なお第二南遣艦隊司令長官高橋伊望中将が南西方面艦隊司令長官を兼任し、艦隊司令長官兼任は翌年4月まで続いた。
その後、南西方面艦隊には1943年（昭和18年）9月20日に新編の第13航空艦隊が編入された。同年11月30日、新編の第四南遣艦隊を編入した。
1944年（昭和19年）3月に第九艦隊を（司令部玉砕により7月10日解隊）、8月に第一航空艦隊を編入した。また南西方面艦隊司令長官三川軍一中将が、第三南遣艦隊司令長官を兼務することになった。
10月以降のフィリピンの戦い生起時の南西方面艦隊司令部（第三南遣艦隊司令部兼任）はルソン島のマニラに司令部を置いており、レイテ沖海戦・レイテ島の戦い・ミンドロ島の戦い・礼号作戦等に参加・指揮した。またレイテ島増援作戦中多号作戦の11月1日に、司令長官交替（三川中将から大川内傳七中将）という事態になった。11月中旬には第二航空艦隊、12月初旬に第五艦隊を編入した。
1945年（昭和20年）1月初頭以降のルソン島の戦いにより南西方面艦隊は孤立し、第一南遣艦隊・第二南遣艦隊・第13航空艦隊は2月5日に新編された第十方面艦隊に所属した。同年5月8日、第一航空艦隊は連合艦隊に編入される。5月29日以降、南西方面艦隊は連合艦隊からのぞかれ大本営直轄部隊となり（引き続き南西方面艦隊司令長官が第三南遣艦隊司令長官を兼職）、終戦を迎えた。

## 変遷

### 昭和17年
1942年（昭和17年）3月初頭の南方作戦完了後、フィリピン・インドシナ・インドネシア・マレー方面の哨戒・輸送・警備は別個の艦隊によって行われていた。
第一南遣艦隊（昭和17年1月3日、南遣艦隊より改称。新編時司令長官小沢治三郎中将）はマレー半島・仏印・ビルマ・ボルネオ方面を担当する。
第二南遣艦隊（昭和17年3月10日、第三艦隊より改編。新編時司令長官高橋伊望中将）は、蘭印地区・豪北方面作戦を担当する。
第三南遣艦隊（昭和17年1月3日新編、新編時司令長官杉山六蔵中将）はフィリピン方面を担当する。
南西方面艦隊は、これら地域の作戦を統括指揮する目的で編制された。4月10日、昭和17年度海軍戦時編制の実施により、南西方面艦隊が新編される。第二南遣艦隊司令長官高橋伊望中将が、南西方面艦隊司令長官を兼任した。また新編の第一海上護衛隊も、南西方面艦隊直轄部隊となった。
9月15日、南西方面艦隊司令長官（第二南遣艦隊長官兼務）は高橋中将から高須四郎中将に交代した。

### 昭和18年
1943年（昭和18年）4月15日、海軍は戦時編制の改定を実施する。まず第21航空戦隊を南西方面艦隊からのぞき、第11航空艦隊に編入した。また第二南遣艦隊司令部を設置し、岩村清一中将が第二南遣艦隊司令長官に任命された。高須中将は南西方面艦隊長官専任となった。
9月20日、日本海軍は第23航空戦隊と第28航空戦隊で第十三航空艦隊（基地航空艦隊）を新編し、南西方面艦隊に編入した。高須中将（南西方面艦隊長官）が第13航空艦隊司令長官を兼任した。また連合艦隊の軍隊区分により、第13航空艦隊で第3基地航空部隊を編成した。
11月15日、海上護衛戦を統轄する海上護衛総司令部（司令長官及川古志郎大将）が新編されると、第一海上護衛隊は南西方面艦隊からのぞかれて、海護総司令部の麾下となった。
11月30日、日本海軍は第二南遣艦隊を二分割し、東インドネシアに第四南遣艦隊（司令長官山縣正郷中将）を新設した。第二南遣艦隊の担当は、蘭印地区にかわった。第四南遣艦隊も南西方面艦隊に編入され、連合軍の北上に備えた。しかし連合軍は直接フィリピンに上陸、第三南遣艦隊隊のみが迎撃する事態となった。

### 昭和19年
1944年（昭和19年）3月25日、南東方面艦隊より第九艦隊（司令長官遠藤喜一中将、ニューギニア北岸中部以西担当）が南西方面艦隊に編入された。だが第九艦隊はまもなく玉砕し、7月10日に解隊された。
6月18日、南西方面艦隊と第二南遣艦隊司令長官の人事がおこなわれる。南西方面艦隊司令長官は高須中将から三川軍一中将（当時、第二南遣艦隊司令長官）に交代した。後任の第二南遣艦隊司令長官は、河瀬四郎中将であった。
8月15日より、三川中将（南西方面艦隊司令長官）は第三南遣艦隊司令長官を兼任することになった。
また同時期の日本海軍はテニアンの戦いで玉砕した第一航空艦隊を再編し（8月7日、司令長官寺岡謹平中将親補）、8月10日附で南西方面艦隊に編入した。だが寺内中将の第一航空艦隊は9月10日にダバオ誤報事件を起こしてしまう。10月20日より大西瀧治郎中将が一航艦司令長官となった。
10月中旬以降の連合軍反攻作戦および捷一号作戦時（フィリピンの戦い）、ルソン島マニラに司令部を置く南西方面艦隊は麾下部隊を展開し、フィリピン配備の日本陸軍（南方軍・第14方面軍）と共に連合軍を迎撃した。レイテ島地上戦にともなう緊急輸送作戦多号作戦実施中の11月1日、南西方面艦隊司令長官は三川中将から大川内傳七中将に交代した。
11月15日、台湾とフィリピンに展開していた第二航空艦隊（司令長官福留繁中将）が、南西方面艦隊に編入された。この措置により、南西方面艦隊麾下の航空艦隊は3個艦隊（第一航空艦隊・第二航空艦隊・第十三航空艦隊）となった。
12月5日、戦時編制の改定により北東方面艦隊所属の第五艦隊（司令長官志摩清英中将）が南西方面艦隊に編入された。

### 昭和20年
1945年（昭和20年）1月初頭、連合軍は大船団をルソン島リンガエン湾に派遣し、6日より同湾への艦砲射撃を開始した。
1月8日、日本海軍は第13航空艦隊を南西方面艦隊よりのぞき（大川内長官は兼務職をとかれ、南西方面艦隊長官専任）、第一南遣艦隊司令長官田結穣中将の兼任とした。同日附で第二航空艦隊も解隊された。
マニラの海軍守備隊は陸軍の方針に従わず、2月初頭以降のマニラ市街戦により壊滅、第31特別根拠地隊司令官岩淵三次少将（マニラ海軍防衛部隊指揮官）は2月下旬に戦死した。
2月5日、遊兵化した東南アジア方面の部隊を再編するため、日本海軍は第五艦隊（司令長官志摩清英中将）を解隊する。第五艦隊残存戦力を基幹として、第十方面艦隊（司令長官福留繁中将）が新編された。第一南遣艦隊・第二南遣艦隊・第四南遣艦隊・第十三航空艦隊は第十方面艦隊に移管した。
3月10日には第四南遣艦隊が解隊された。
1945年（昭和20年）5月8日、第一航空艦隊は連合艦隊に復帰した（6月15日附で解隊）。
5月29日に小沢治三郎中将が連合艦隊司令長官に就任した。小沢中将と大川内中将（南西方面艦隊司令長官）は海軍兵学校同期生だったが、大川内の方が先任順位が上であった。先任者を後任者の指揮下に入れないという日本海軍の慣例のため、南西方面艦隊は小沢の指揮系統からはずされて、大本営直轄部隊に切り替えられた。最終的に南西方面艦隊が指揮したのは、第三南遣艦隊のみになっている。終戦時にはセブやミンダナオなどの主要拠点を失い、壊滅状態に陥っていた。

## 歴代司令長官
1. 高橋伊望中将：1942年4月10日 - 1942年9月15日
2. 高須四郎中将→大将：1942年9月15日 - 1944年6月18日
3. 三川軍一中将：1944年6月18日 - 1944年11月1日
4. 大川内伝七中将：1944年11月1日 -（終戦）

## 歴代参謀長
1. 中村俊久少将：1942年4月10日 - 1942年11月10日
2. 多田武雄少将→中将：1942年11月10日 - 1944年3月1日
3. 西尾秀彦少将：1944年3月1日 - 1944年11月1日
4. 有馬馨少将：1944年11月1日 -（終戦）

## 隷下部隊

### 1942年4月10日、新編時の編制
- 第一海上護衛隊（船団護衛）
- 第一南遣艦隊（マレー・インドシナ担当。旧南遣艦隊）
- 第二南遣艦隊（インドネシア担当。旧第三艦隊）
- 第三南遣艦隊（フィリピン担当）

### 1942年7月14日、ミッドウェー海戦後の編制
- 直属
  - 第一海上護衛隊
  - 第21航空戦隊：鹿屋海軍航空隊・東港海軍航空隊・葛城丸
  - 第23航空戦隊：高雄海軍航空隊・第3航空隊
- 附属：りおでじゃねろ丸・伊8
  - 第30潜水隊：伊162・伊165・伊166
- 第一南遣艦隊
- 第二南遣艦隊
- 第三南遣艦隊

### 1943年4月1日、ガダルカナル島撤退後の編制
- 直属：第一海上護衛隊
  - 第21航空戦隊：第151海軍航空隊・第253海軍航空隊・第751海軍航空隊
  - 第23航空戦隊：第202海軍航空隊・第753海軍航空隊
- 第一南遣艦隊
- 第二南遣艦隊
- 第三南遣艦隊
- 附属：神威
  - 第19駆逐隊：磯波・浦波・敷波
  - 第30潜水隊：伊162・伊165・伊166
  - 第851海軍航空隊

### 1944年4月1日、戦時編制制度改定後の編制
- 直属：第16戦隊：青葉・鬼怒・大井・北上
  - 第19駆逐隊：浦波・敷波・天霧
  - 神威
  - 第3連合通信隊
- 第一南遣艦隊
- 第二南遣艦隊
- 第三南遣艦隊
- 第四南遣艦隊（東インドネシア担当）
- 第九艦隊（西部ニューギニア担当。1944年3月25日に南東方面艦隊より編入）
- 第十三航空艦隊（南西方面艦隊の航空支援を担当）
- 附属：勝力・聖川丸
  - 第36設営隊

### 1944年8月15日、マリアナ沖海戦後の編制
- 直属
  - 第16戦隊　重巡洋艦：青葉　軽巡洋艦：鬼怒・大井・北上
  - 第19駆逐隊　駆逐艦：浦波・敷波
  - 第27特別根拠地隊
  - 第3連合通信隊
- 第一南遣艦隊
  - 第9特別根拠地隊
    - 附属艦隊　敷設艦:初鷹　特設艦:永興丸
    - 第11駆潜隊

  - 第10特別根拠地隊
    - 附属艦隊　掃海艇:第7号掃海艇
      - 第44掃海隊
      - 第9警備隊
      - 第11潜水艦基地隊
      - 第10港務部
      - 第23衛所隊

  - 第11特別根拠地隊
    - 附属艦隊　駆潜艇:第19号・第20号・第21号・第41号・第43号　特設艦:永福丸

  - 第12特別根拠地隊
    - 附属艦隊　水雷艇:雁　特設艦:江祥丸
      - 第14警備隊
      - 第25警備隊
      - 第21衛所隊
      - 第22衛所隊
      - 第13根拠地隊
      - 第12警備隊
      - 第13警備隊
      - 第17警備隊
      - 第12通信隊　

    - 附属艦隊　敷設艦:八重山　駆逐艦:天津風
      - 第21魚雷艇隊
      - 第936海軍航空隊
      - 第34防空隊　
      - 第51防空隊　
      - 第55防空隊　
      - 第58防空隊　
      - 第70防空隊　
      - 第88防空隊　
      - 第102防空隊　
      - 第104防空隊　
      - 第108防空隊　
      - 第112防空隊
      - 第40設営隊
      - 第231設営隊
      - 第234設営隊
- 第二南遣艦隊
  - 第21特別根拠地隊
    - 附属艦隊：第11・12・101号掃海艇・第104号哨戒艇・第1～3号駆潜艇
      - 第932海軍航空隊
      - 第3警備隊
      - 第21潜水艦基地隊
      - 第1港務部

  - 第22特別根拠地隊
    - 附属艦隊：第4～6号駆潜艇、第2・36号哨戒艇
      - 第2警備隊
      - 第2港務部

  - 第23特別根拠地隊
    - 附属艦隊：第8号掃海艇、第102号哨戒艇・萬洋丸・大興丸
      - 第33・53・101・103・109・113防空隊
      - 第24・201・241設営隊
- 第三南遣艦隊
  - 第30根拠地隊
    - 附属艦隊：第21号掃海艇
    - 西カロリン海軍航空隊
    - 第45・46警備隊
    - 第30港務部
    - 第3通信隊
    - 第6特設輸送隊

  - 第31特別根拠地隊
    - 第35警備隊
    - 第31港務部
    - 第31通信隊

  - 第32特別根拠地隊
    - 第33警備隊
    - 第32通信隊
    - 第10特設輸送隊

  - 第33特別根拠地隊
    - 第36警備隊
    - 附属部隊
      - 第21駆潜隊
      - 第12魚雷艇隊
      - 第25魚雷艇隊
      - 第31魚雷艇隊

    - 第955海軍航空隊
    - 第135・136・166～168・183～185・187・204～207防空隊
    - 第205・214・215・225・235・301・308・311・318・328・331・332・3011設営隊
    - 第9特設輸送隊
- 第四南遣艦隊
  - 直属旗艦：厳島
    - 第24特別根拠地隊
      - 附属艦隊：水雷艇:雉
      - 第4警備隊
      - 第6警備隊

    - 第25特別根拠地隊
      - 附属艦隊：急設網艦:若鷹
      - 第125駆潜隊
      - 第7警備隊
      - 第20警備隊
      - 第21警備隊
      - 第24通信隊
      - 第25通信隊

    - 第26特別根拠地隊
      - 附属艦隊:急設網艦:蒼鷹　第4掃海艇　第5号掃海艇
      - 第18警備隊
      - 第19警備隊
      - 第21警備隊

    - 附属
      - 第50防空隊
      - 第56防空隊
      - 第105防空隊
      - 第106防空隊
      - 第107防空隊
      - 第110防空隊
      - 第114防空隊
      - 第115防空隊
      - 第202設営隊
      - 第203設営隊
      - 第213設営隊
      - 第224設営隊
      - 第225設営隊
- 第一航空艦隊（1944年8月10日編入。1943年7月1日に基地航空隊として再建されたが、テニアンの戦いで玉砕。大本営直轄部隊として再編）
  - 第61航空戦隊：第121航空隊・第261航空隊・第263航空隊・第321航空隊・第341航空隊・第343航空隊・第521航空隊・第523航空隊・第761航空隊・第1021航空隊
  - 第62航空戦隊：第141航空隊・第221航空隊・第265航空隊・第322航空隊・第345航空隊・第361航空隊・第522航空隊・第524航空隊・第541航空隊・第762航空隊
  - 第22航空戦隊：第151航空隊・第202航空隊・第251航空隊・第253航空隊・第301航空隊・第503航空隊・第551航空隊・第755航空隊・第802航空隊
  - 第26航空戦隊：第201航空隊・第501航空隊・第751航空隊
  - 付属：標的艦摂津
- 第十三航空艦隊
  - 第28航空戦隊：第331海軍航空隊・第705海軍航空隊・第851海軍航空隊
  - 附属：第381海軍航空隊・第102・104航空基地隊
- 附属：勝力・南海
  - 第36設営隊

### 1945年3月1日、菊水作戦直前の編制
- 直属：第27特別根拠地隊
- 第三南遣艦隊
- 第四南遣艦隊
- 第一航空艦隊

### 1945年6月1日、最終時の編制
- 直属
  - 第26航空戦隊
    - 北菲海軍航空隊　戦闘機×52機
    - 中菲海軍航空隊　戦闘機×52機
    - 南菲海軍航空隊　戦闘機×52機
    - 第141海軍航空隊　二式艦偵×2機　月光×12機
    - 第153海軍航空隊　百式司偵×12機、二式艦偵×2機、戦闘機×64機、月光×9機、彗星×4機、
    - 第201海軍航空隊　戦闘機×178機
    - 第221海軍航空隊　戦闘機×178機
    - 第341海軍航空隊　紫電×76機
    - 第761海軍航空隊　彗星×72機
    - 第763海軍航空隊　銀河×96機、彗星×48機
    - 第37警備隊　艦艇2隻
    - 附属掃海部隊　掃海艇:第21号掃海艇
- 第三南遣艦隊
  - 第30根拠地隊　
  - 西カロリン海軍航空隊　一式陸攻×72機
  - 第45警備隊　艦艇2隻
  - 第46警備隊　艦艇2隻
  - 第30港務部
  - 第3通信隊
  - 第6特設輸送隊
- 第31特別根拠地隊
  - 第35警備隊　艦艇2隻
  - 第31港務部
  - 第31通信隊
- 第32特別根拠地隊
  - 第33警備隊　艦艇2隻
  - 第32通信隊
  - 第10特設輸送隊
- 第33特別根拠地隊
  - 第36警備隊　艦艇2隻
  - 附属部隊
    - 第21駆潜隊　駆潜艇2隻
    - 第12魚雷艇隊　魚雷艇2隻
    - 第25魚雷艇隊　魚雷艇2隻
    - 第31魚雷艇隊　魚雷艇2隻

  - 第955海軍航空隊　一式陸攻×72機
  - 第135防空隊　艦艇2隻
  - 第136防空隊　艦艇2隻
  - 第166防空隊　艦艇2隻
  - 第167防空隊　艦艇2隻
  - 第168防空隊　艦艇2隻
  - 第183防空隊　艦艇2隻
  - 第184防空隊　艦艇2隻
  - 第185防空隊　艦艇2隻
  - 第187防空隊　艦艇2隻
  - 第204防空隊　艦艇2隻
  - 第205防空隊　艦艇2隻
  - 第206防空隊　艦艇2隻
  - 第207防空隊　艦艇2隻
  - 第205設営隊
  - 第214設営隊
  - 第215設営隊
  - 第225設営隊
  - 第235設営隊
  - 第301設営隊
  - 第308設営隊
  - 第311設営隊
  - 第318設営隊
  - 第328設営隊
  - 第331設営隊
  - 第332設営隊
  - 第3011設営隊
  - 第9特設輸送隊
- 所属艦艇　軍艦×38、魚雷艇×6、駆潜艇×1、掃海艇×1　特務艦×10　輸送船×3
- 基地航空隊　北菲空:戦闘機×52機　中菲空:戦闘機×52機　南菲空:戦闘機×52機　141空:二式艦偵×2機、月光×12機　153空:百式司偵×12機、二式艦偵×2機、戦闘機×64機、月光×9機、彗星×4機　201空:戦闘機×178機
- 基地航空隊　221空:戦闘機×178機　341空:紫電×76機　761空:彗星×72機　763空:銀河×96機、彗星×48機　西カロリン空:一式陸攻×72機　955空:一式陸攻×72機